# Chiguang
Chiguang är en köping i sydöstra Kina. Den ligger i Longchuan härad i staden Heyuan i provinsen Guangdong, omkring 260 kilometer nordost om provinshuvudstaden Guangzhou. Antalet invånare är 31 899. Befolkningen består av 16 354 kvinnor och 15 545 män. Barn under 15 år utgör 32 %, vuxna 15-64 år 56 %, och äldre över 65 år 11,0 %.